# Rhene candida
Rhene candida là một loài nhện trong họ Salticidae.
Loài này thuộc chi Rhene. Rhene candida được Irving Fox miêu tả năm 1937.